# وینچستر ۷۴۷

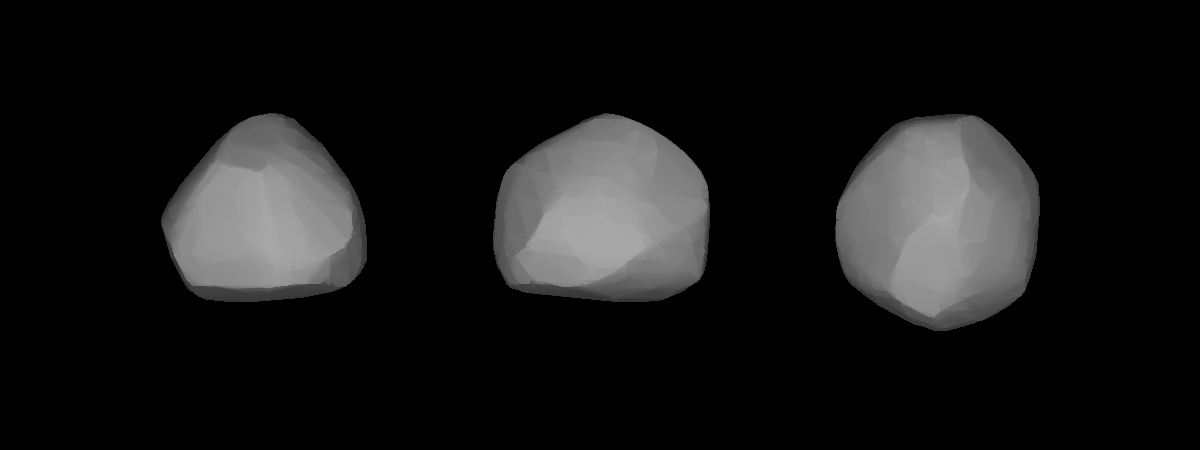
مدل سه‌بُعدی سیارک وینچستر ۷۴۷ بر اساس منحنی نور آن

سیارک ۷۴۷ (به انگلیسی: 747 Winchester، نامگذاری:1913QZ) هفتصد و چهل و هفتمین سیارک کشف شده‌است که در ۷ مارس ۱۹۱۳ کشف شد.
قدر مطلق سیارک برابر ۷٫۶۹ است.